# Universidad de Arkansas

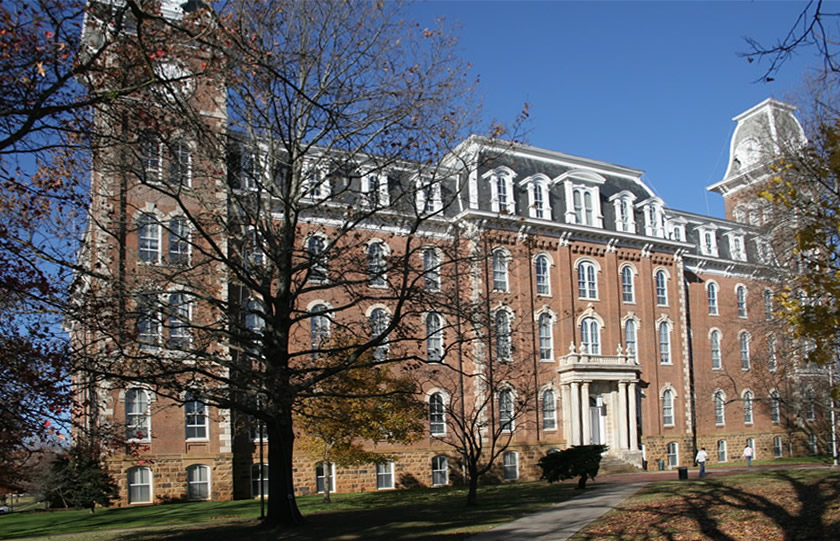
Old Main.

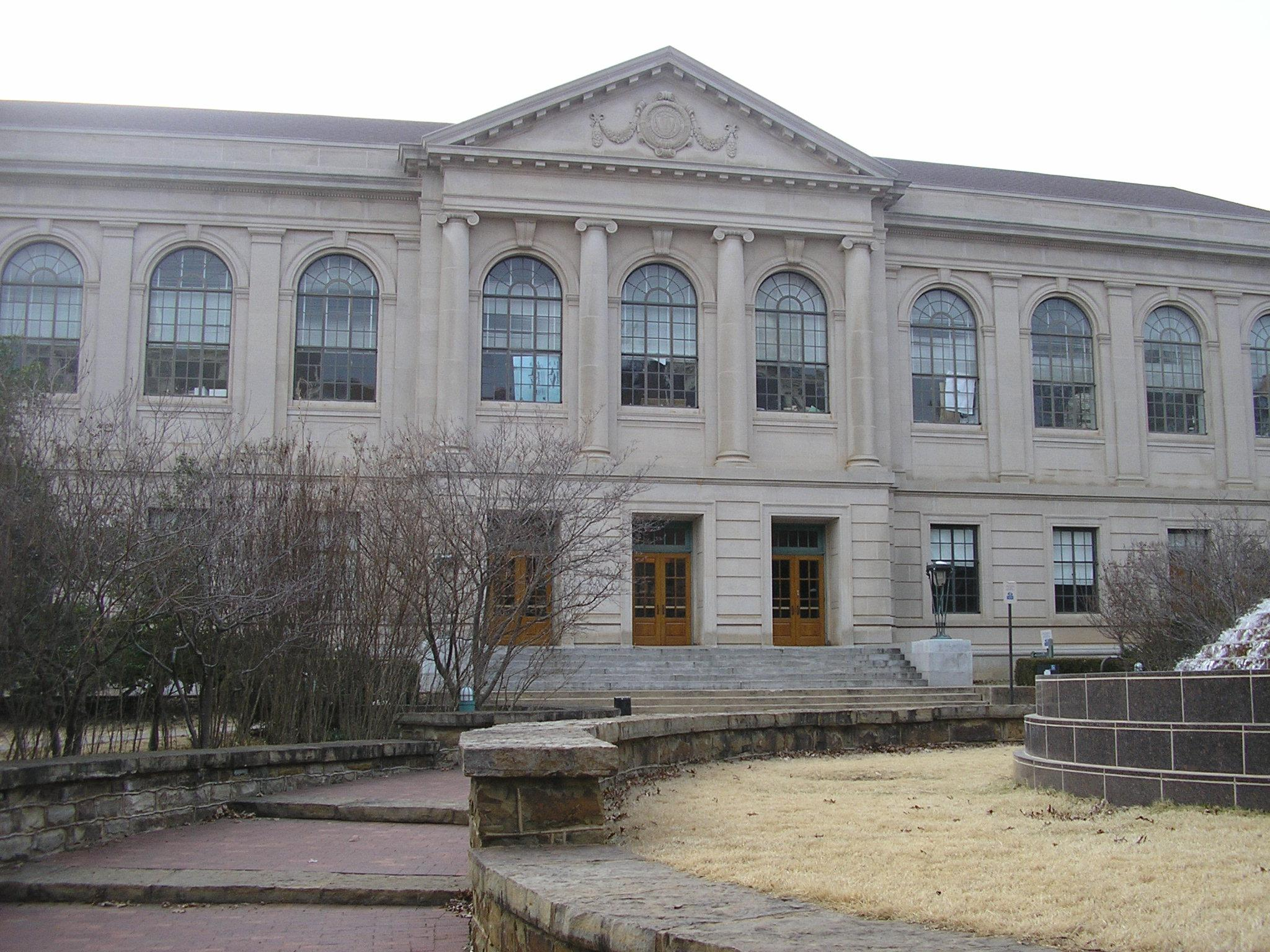
Walker Hall.

La Universidad de Arkansas, en inglés, University of Arkansas (abreviado como UA o UOA o U of A) es una universidad pública localizada en Fayetteville al noroeste del estado de Arkansas, en los Estados Unidos. La institución es, con 17.821 estudiantes la mayor entre los centros de enseñanza superiores del estado de Arkansas. Es la sede más importante de la University of Arkansas System. La universidad es especialmente prestigiosa por su investigación y enseñanza en los campos de la arquitectura, la ganadería (especialmente de aves) y ciencias económicas.

## Historia
La universidad se fundó en 1871 como Arkansas Industrial University, para adquirir su nombre actual en 1899. En 1948 la UAF fue la primera universidad en los estados sureños de los Estados Unidos que aceptó a un estudiante afroamericano. 

### Hitos notables
Terminado en 1875, Old Main, un edificio de ladrillo de dos torres diseñado en el estilo del Segundo Imperio fue el principal edificio administrativo y de instrucción. Está incluido en el Registro Nacional de Lugares Históricos. Su diseño se basó en los planos del edificio académico principal de la Universidad de Illinois, que desde entonces ha sido demolido.  En Arkansas. la torre más alta es el campanario y la torre más baja es la torre del reloj. Además de las habituales campanadas del reloj, la alma mater de la universidad suena a las 5 p. m. todos los días. 
Old Main contiene aulas, el restaurado Auditorio Giffels, así como las oficinas administrativas de la Facultad de Artes y Ciencias J. William Fulbright.  El césped de Old Main sirve como arboreto. 
A partir de la promoción de 1876, los nombres de los estudiantes de la Universidad de Arkansas están inscritos en "Senior Walk" y atraviesan el campus a lo largo de más de cuatro millas.  Más recientemente, se agregaron los nombres de todos los destinatarios de títulos honoríficos, incluidos J. Edgar Hoover, la reina Noor, el presidente Bill Clinton y Hillary Clinton. 
Una estructura inusual en Arkansas es el Teatro Griego Chi Omega, un regalo a la escuela por parte de la sede nacional de la hermandad. Fue la primera vez que una hermandad de mujeres nacional presentó un memorial de su fundación a la institución donde se fundó.  Chi Omega se organizó en 1895, en la Universidad de Arkansas, y es el capítulo madre (Psi) de la organización nacional. La multitud más grande jamás reunida en el teatro fue para un concierto de la Army Air Corps Band durante la Segunda Guerra Mundial. De 1934 a 1991, el ROTC del Ejército utilizó el espacio debajo del escenario como campo de tiro. 

### Programa de historia afroamericana y estudios africanos
El primer estudiante afroamericano, James McGahee, asistió a la Universidad de Arkansas en 1872, tras la apertura de la universidad en 1871 durante la era de la Reconstrucción, para “prepararse para el ministerio de la Iglesia Episcopal”. Se destaca que tiene un promedio de calificaciones considerado excelente. Además de McGahee, otros dos hombres afroamericanos, Mark W. Alexander e Isom Washington, asistieron al Arkansas Industrial College, sin embargo, no se ha encontrado ningún registro de su inscripción. Tras el final de la Reconstrucción, la dinámica racial cambió en la universidad y se desconoce si McGahee pudo continuar su educación después de 1873.  
El exsenador estatal y congresista estadounidense John N. Tillman se desempeñó como presidente de la Universidad de Arkansas de 1905 a 1912. En el Senado del estado de Arkansas propuso la Ley de Autocares Separados de 1891, una ley de Jim Crow para segregar a los pasajeros afroamericanos. El proyecto de ley se convirtió en ley y se aplicó durante muchas décadas. 
La Universidad de Arkansas admitió a Silas Herbert Hunt de Texarkana, un veterano afroamericano de la Segunda Guerra Mundial en la Facultad de Derecho de la universidad en 1948. La inscripción de Hunt se consideró como la primera integración escolar exitosa por debajo de la línea Mason-Dixon de esa época.  Si bien Hunt fue admitido en la universidad, su asistencia no estuvo libre de controversias. Con críticas extremadamente variadas que afirman que era tanto una buena como una mala idea que un estudiante negro asistiera a la universidad.  A los estudiantes afroamericanos se les permitió asistir a la universidad, con la condición de que se matricularan como estudiantes de posgrado o de derecho, y que se les enseñara en clases segregadas. Lamentablemente, Silas Hunt sólo pudo completar un año de educación. En abril de 1949, Hunt ingresó en el hospital de veteranos, donde más tarde murió de tuberculosis, agravada por las heridas que había sufrido en la guerra.  
Roy Wilkins, administrador de la NAACP, escribió en 1950 que Arkansas fue "el primero de los estados del Sur en aceptar la nueva tendencia sin luchar contra una acción dilatoria o intentar... limitar, si no anular, el simple cumplimiento". Una gran parte del éxito de Hunt se debió a tres ventajas encontradas en Arkansas: no había leyes en los libros que prohibieran específicamente la educación mixta en el estado, un fallo de la corte suprema que establecía que los estudiantes de derecho podían estudiar en el estado en el que pretendían ejercer, y que los medios para admitir estudiantes afroamericanos para abordar la educación jurídica se consideren asequibles y equitativos.  
En el otoño de 1948 se realizaron cambios en la política de segregación de la universidad, que permitieron la admisión de estudiantes afroamericanos en las clases regulares. El primero en seguir a Hunt fue un estudiante de derecho llamado Jackie L. Shropshire, que luego se convertiría en el primer graduado negro de la universidad en 1951. Edith Irby Jones, graduada de la Facultad de Medicina de la Universidad de Arkansas en 1952, quien también fue admitida en la Universidad de Arkansas en 1948, sería la primera afroamericana en ser admitida en cualquier escuela del Sur.   Varios estudiantes afroamericanos siguieron sus pasos y asistieron a varios programas de posgrado en la universidad. Como resultado, las relaciones raciales en la Universidad de Arkansas mejoraron enormemente. Arkansas admitía libremente estudiantes afroamericanos ya en 1957, mientras que muchos estados del sur todavía prohibían a los estudiantes negros asistir a todas las universidades blancas. Los acontecimientos en Little Rock en ese momento causaron algún daño a las relaciones raciales en la universidad que no se arreglaría por algún tiempo. 
En 1969, la universidad creó el Comité Asesor de Estudios Negros para facilitar la creación de un programa de Estudios Negros, que comenzó en el semestre de otoño de 1968 con 19 cursos ofrecidos. 
En 1990, Gordon Daniel Morgan, profesor de sociología en la universidad y exalumno de su escuela de posgrado, escribió The Edge of Campus: A Journal of the Black Experience en la Universidad de Arkansas con su esposa Izola. 
En 2004, la universidad proporcionó recursos para ayudar a respaldar el programa, estableciendo la Beca John White, la Organización de Estudiantes Registrados Sankofa y la gira de estudios en el extranjero en Ghana. En 2008, el programa de Estudios Negros pasó a llamarse programa de Estudios Africanos y Afroamericanos (AAST) y amplió su oferta de cursos y la inscripción de estudiantes. En 2014, el programa se trasladó a un nuevo espacio en Memorial Hall y se agregó al University Core. Un año después, se estableció un certificado de posgrado y especialización en línea en Estudios Africanos y Afroamericanos. La universidad organizó su primer simposio anual de búsqueda de becarios graduados de AAST en 2016 y estableció la beca Roy S. Bryce-Laporte más adelante en 2018.  En 2019, la Junta Directiva de la Universidad de Arkansas votó para cambiar el nombre de las salas B y C del Northwest Quad en honor a Gordon Morgan y Margaret Clark, respectivamente.  La universidad también ha acogido conferencias invitadas de Aldon D. Morris, Carol Anderson y Nikole Hannah-Jones relacionadas con los estudios africanos y afroamericanos.  

### Personas notables en la historia africana y afroamericana en la universidad
- Gordon Daniel Morgan: alumno y uno de los primeros profesores negros en la Universidad de Arkansas, contratado para enseñar sociología [22]
- Margaret Clark: una de las primeras profesoras negras en la Universidad de Arkansas y fue contratada para enseñar idiomas del mundo [22]
- Gerald Jordan: asistió a la Escuela de Periodismo y Medios de la Universidad de Arkansas y es el actual representante de la facultad y el atletismo de la universidad ante la NCAA y la SEC [23]

## Investigación
La vitamina E fue co-descubierta por el profesor de Química Agrícola de la UA, Barnett Sure. Seguro que co-descubrió la vitamina E y amplió el conocimiento sobre cómo funcionan la vitamina E, los aminoácidos y las vitaminas B en la reproducción y la lactancia. Kik desarrolló el proceso para sancochar arroz (un cultivo agrícola importante en el estado) para aumentar la retención de vitaminas y acortar el tiempo de cocción.  Sure y Kik eran científicos y profesores de la Estación Experimental Agrícola en el Departamento de Química Agrícola de la UA, que se fusionó en 1964 con Economía Doméstica, ahora la Facultad de Ciencias Ambientales Humanas. 
En la década de 1920, Loy Barton, un estudiante de ingeniería de la Universidad de Arkansas, estableció el principio de modulación de placas de clase B de alto nivel para la transmisión de radio y desarrolló la tecnología que permitió que las estaciones de radio AM pequeñas y medianas prosperaran en todo el mundo. los Estados Unidos. Más tarde, Barnett se unió a RCA y continuó investigando sobre tecnología de transmisión hasta la década de 1960. 
El equipo de clasificación automatizada de correo más implementado en el mundo, el lector de códigos de barras de área amplia fue desarrollado por la Facultad de Ingeniería de la Universidad de Arkansas. Una subvención de 50.000 dólares del Servicio Postal de los Estados Unidos (USPS) a los profesores Dwight F. Mix y JE Bass en 1989 inició el esfuerzo de investigación y desarrollo.  En 1999, más de 15.000 lectores de códigos de barras de la Universidad de Arkansas estaban ubicados en todas las instalaciones importantes de USPS, lo que aumentó la eficiencia del procesamiento de 20 mil millones de envíos de correo al año con un ahorro de 200 dólares millón. Este esfuerzo de I+D ha generado cuatro sistemas electrónicos adicionales para ayudar al USPS a "leer el correo". 
Durante la década de 1980, los profesores Allen Hermann y Zhengzhi Sheng del Departamento de Física investigaron la superconductividad: el fenómeno por el cual la electricidad de corriente continua (CC), una vez iniciada, puede fluir esencialmente para siempre.  El material a base de talio que descubrieron en Arkansas mantuvo el récord mundial de temperatura alta, 125 K, durante cinco años (1988-93) y atrajo la atención internacional hacia la universidad. Su trabajo dio lugar a patentes y a un acuerdo de fabricación, así como a nuevos avances en la electrónica de alta densidad. 
Los fitopatólogos de la Universidad de Arkansas llevaron a cabo una investigación a principios de la década de 1970 que condujo al desarrollo de COLLEGO, el primer herbicida biológico para el control de malezas en un cultivo de campo. Otros científicos y estudiantes de la UA trabajaron en el proyecto que resultó en el registro de COLLEGO por parte de Upjohn en la EPA en 1982 para el control de la arveja norteña en arroz y soja. El trabajo proporcionó un modelo utilizado en todo el mundo para desarrollar herbicidas biológicos. El liderazgo en esta área ayudó a la Universidad de Arizona a obtener subvenciones del USDA y otros para la construcción del Centro Rosen para el Control Alternativo de Plagas. 

## Instalaciones

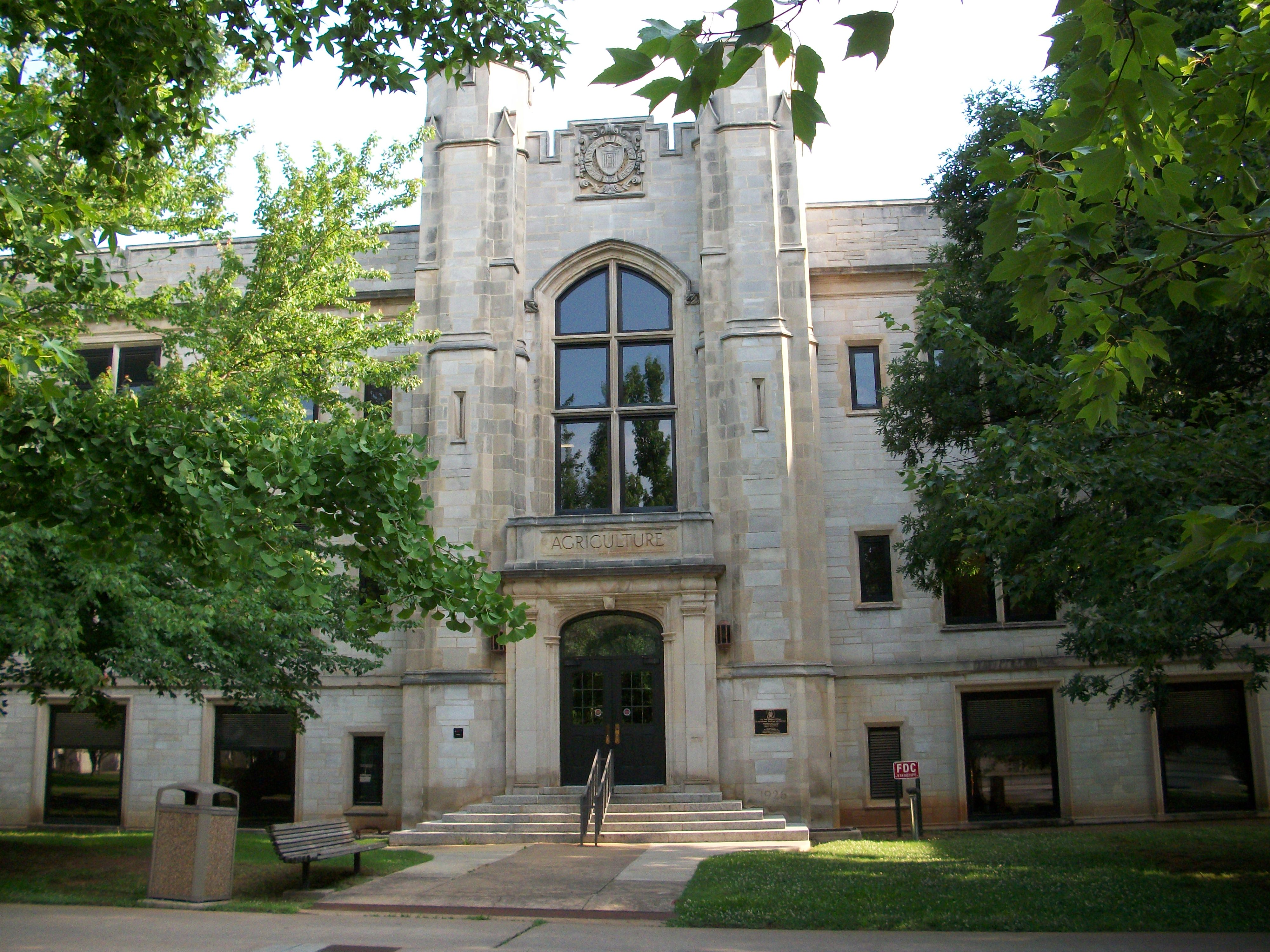
El edificio de agricultura de la Universidad de Arkansas es un ejemplo de arquitectura gótica colegiada en el campus como parte del plan maestro de 1925.

El campus de la Universidad de Arkansas se extiende sobre las cimas de las colinas en el lado occidental de Fayetteville, Arkansas. Entre los 378 edificios del campus, 11 edificios se han agregado individualmente al Registro Nacional de Lugares Históricos, y la mayoría de los edificios en el núcleo histórico se denominan propiedades que contribuyen al Distrito Histórico del Campus de la Universidad de Arkansas. 
La construcción de Old Main comenzó en 1873 y se completó en 1875 en el estilo arquitectónico del Segundo Imperio. Construido con ladrillo local y piedra arenisca, Old Main sirve como el edificio emblemático de la universidad. El edificio ha permanecido en el campus a pesar de su eliminación recomendada en el plan maestro de 1925 de los arquitectos Jamieson y Spearl.  Este plan incluía la destrucción de todos los edificios existentes del campus y la reconstrucción en estilo gótico colegiado . Se construyeron varios edificios con este estilo cerca del núcleo del campus, incluido el Vol Walker Hall, el Engineering Hall, el edificio de Química, el edificio de Agricultura y el edificio de Economía Doméstica. El plan se quedó sin fondos y nunca se completó, lo que llevó a una disposición un tanto desordenada de los edificios después de la década de 1930. 
La tradición más antigua de la universidad es Senior Walk, que contiene los nombres de los graduados de cada promoción de la universidad. Comenzando en los escalones de entrada de Old Main y recorriendo las aceras que cruzan el campus, Senior Walk está adornado con más de 170.000 nombres de antiguos alumnos.  Esta tradición es exclusiva de las universidades estadounidenses. 
El Centro de Bellas Artes fue diseñado por Edward Durell Stone, nativo de Fayetteville, quien también diseñó el Radio City Music Hall y el Museo de Arte Moderno en la ciudad de Nueva York y el Centro John F. Kennedy para las Artes Escénicas en Washington D. C. Los edificios son indicativos de El estilo moderno idiosincrásico de Stone que incluía patrones de ornamentación. Stone también diseñó una casa de fraternidad, ahora utilizada con fines académicos, y un complejo de apartamentos llamado Carlson Terrace en el campus, que desde entonces ha sido demolido. 
El extremo este del campus de la Universidad de Arkansas se encuentra junto a Dickson Street, que es uno de los principales distritos de entretenimiento del estado. Al sur de la universidad se encuentra Fayetteville High School, que contiene programas académicos y deportivos reconocidos a nivel nacional.  
Los edificios enumerados individualmente o como propiedades contribuyentes al Distrito histórico del campus de la Universidad de Arkansas en el Registro Nacional de Lugares Históricos de los Estados Unidos por su importancia arquitectónica o histórica son: 
- Old Main
- Senior Walk
- Agriculture Annex
- Ella Carnall Hall
- Original Chemistry Building
- Peabody Hall
- Women's Gymnasium
- Engineering Hall
- Agriculture building
- Chi Omega Greek Theatre
- Vol Walker Hall
- Chemistry Building
- Gibson Hall
- Gibson Annex
- Former Men's Gymnasium
- Memorial Hall
- Ozark Hall
- Home Economics Building
- Delta Gamma House
- Davis Hall
- Geology Building
- Gregson Hall
- Holcombe Hall
- Pi Kappa Alpha House
- Fine Arts Center

## Sostenibilidad
Uno de los objetivos declarados de la universidad es "promover la sostenibilidad ambiental", objetivo que se persigue agresivamente a través de varios proyectos de mejora de la construcción en el campus en los últimos años.  En 2008, Arkansas adoptó un plan de acción climática, que incluía los objetivos de reducir las emisiones de gases de efecto invernadero en un 50% para 2020 y alcanzar la neutralidad de carbono para 2040.  En 2008, la universidad firmó un contrato de 22,9 millones de dólares con Energy Systems Group para realizar mejoras energéticas en 56 edificios, un programa denominado "Razor's EDGE". El programa fue diseñado con un período de recuperación de 13 años basado en los ahorros proyectados de electricidad y agua. La universidad también completó un estudio para instalar una unidad de cogeneración, que utiliza el calor emitido por la unidad de energía de gas natural para calentar el vapor que se canaliza a los edificios del campus para controlar el clima. Este modelo reemplaza el modelo actual (alternativa "como de costumbre"), que utiliza una planta de energía eléctrica que expulsa el calor a la atmósfera y una planta de caldera separada para generar vapor, al tiempo que aumenta la eficiencia de ambos procesos. 

## Deporte
Los equipos de deporte de la UAF son los Razorbacks, también llamados Hogs. Juegan en el Donald W. Reynolds Razorback Stadium, que tiene capacidad para acoger a 76.000 espectadores. La universidad es miembro de la Southeastern Conference.

### Fútbol americano

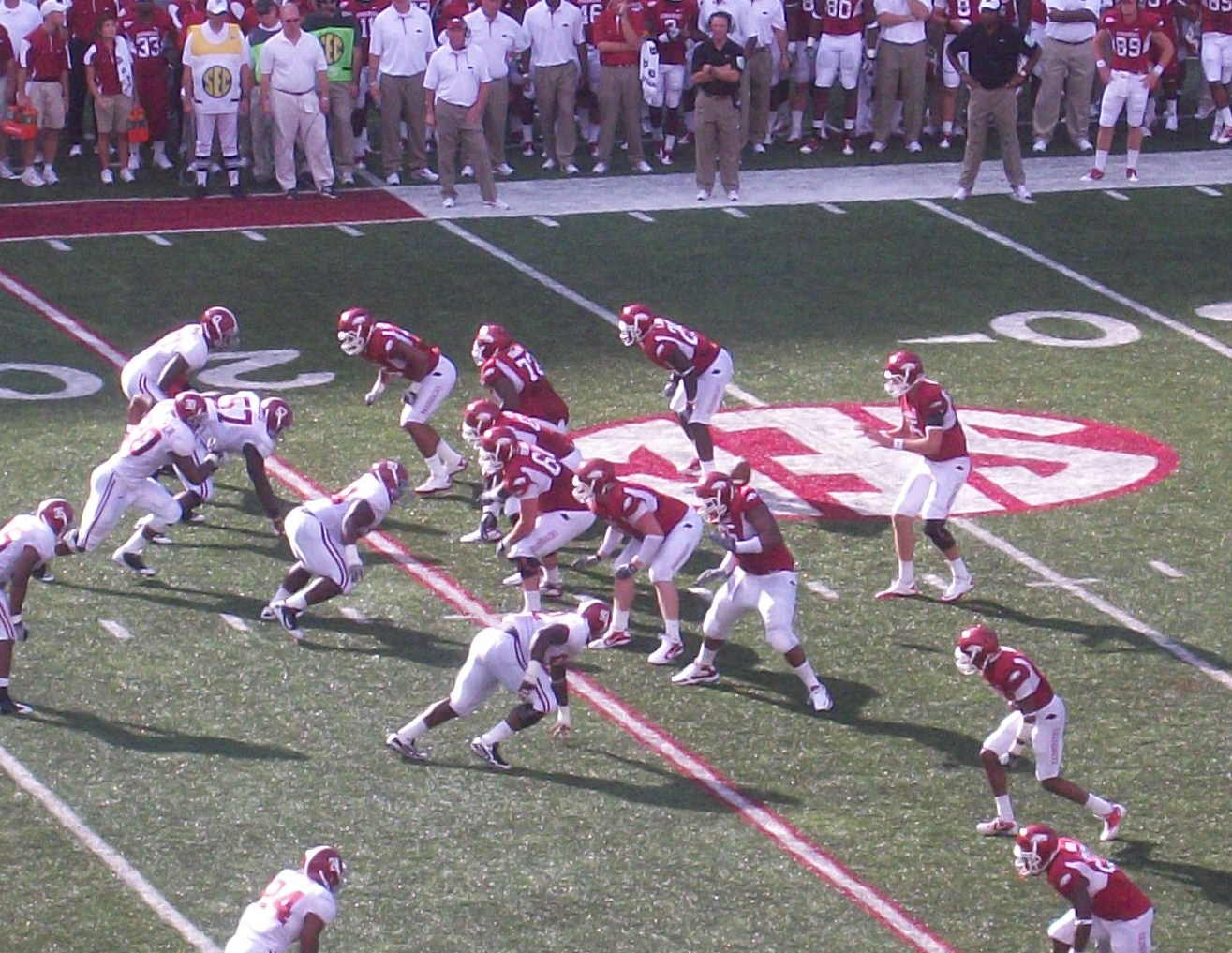
El equipo de fútbol americano Arkansas Razorbacks de 2010 jugando contra Alabama Crimson Tide en septiembre de 2010.

Un equipo de fútbol comenzó a representar a la Universidad de Arkansas en 1894 y desde entonces se ha convertido en uno de los 25 mejores programas del país en términos de victorias de todos los tiempos en el nivel de la subdivisión Football Bowl.  El programa fue miembro fundador de la Conferencia del Suroeste (SWC) en 1915 y permaneció en esa conferencia hasta que partió hacia la Conferencia del Sureste en 1991, donde Arkansas permaneció.  De 1915 a 1991, los Razorbacks ganaron el campeonato SWC 13 veces y el campeonato nacional en la temporada de 1964, con gran éxito bajo la dirección de los entrenadores Frank Broyles, Lou Holtz y Ken Hatfield.  Hoy en día, el equipo juega sus partidos en casa en el campus del Donald W. Reynolds Razorback Stadium, o en el War Memorial Stadium, ubicado en Little Rock, lo que convierte a la Universidad de Arkansas en el único programa de la División I con dos estadios locales.  Arkansas también ha tenido un éxito reciente en la era de la Bowl Championship Series (BCS), obteniendo su primer lugar en la BCS en el Sugar Bowl de 2011 y escalando hasta el puesto número 3 en la clasificación de la BCS en 2011 bajo la dirección de Bobby Petrino. 

### Baloncesto

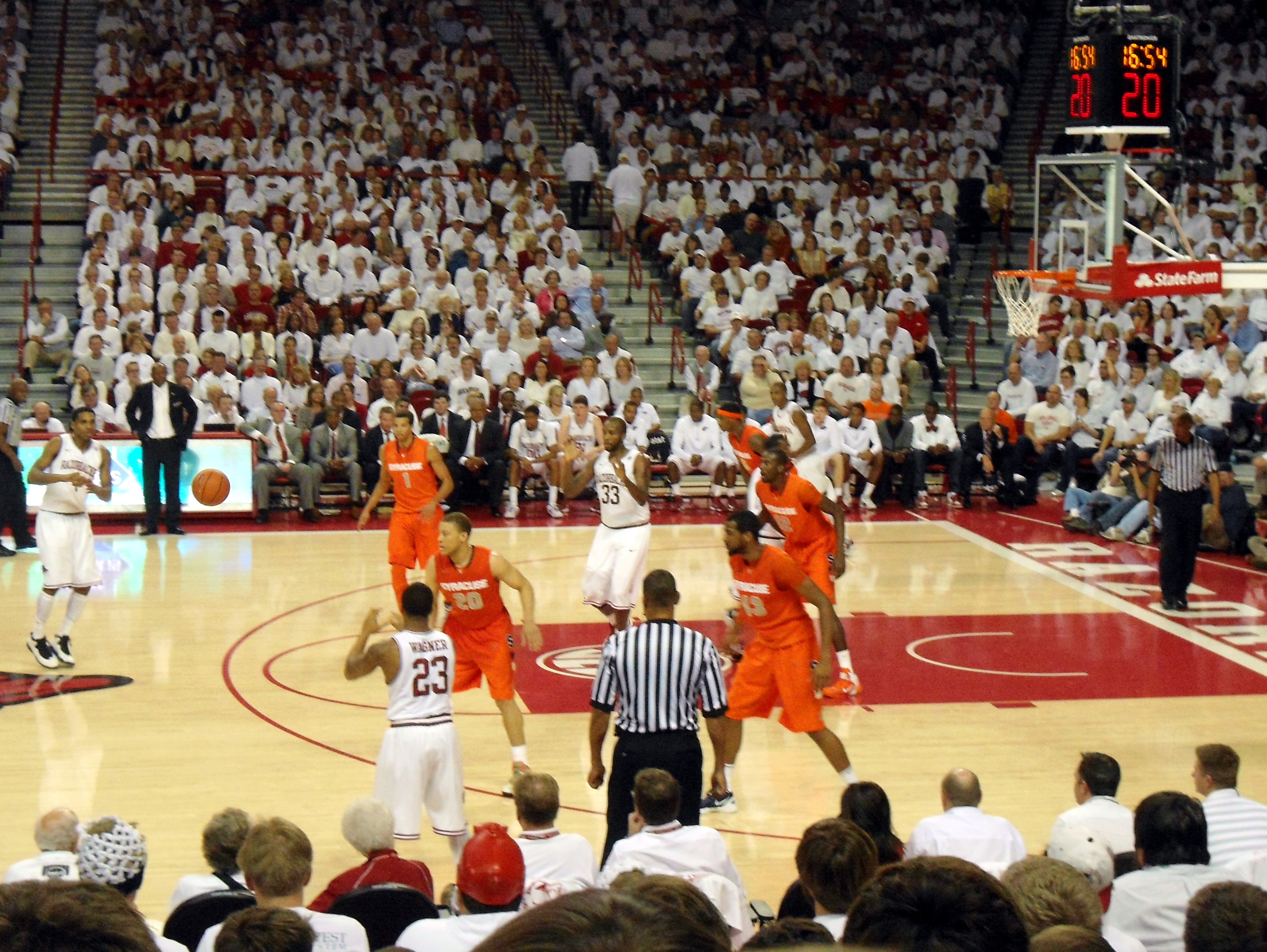
Los Razorbacks 2012-13 en acción contra Syracuse

Baloncesto masculino: el entrenador en jefe del equipo de baloncesto masculino es Eric Musselman, quien anteriormente fue entrenador en jefe de la Universidad de Nevada. Los Razorbacks juegan sus partidos en casa en Bud Walton Arena en el campus de la Universidad de Arkansas, uno de los estadios locales más grandes del baloncesto universitario.  El equipo ganó el Campeonato Nacional de 1994 con el entrenador Nolan Richardson y ha estado en seis Final Fours (1941, 1945, 1978, 1990, 1994, 1995).  El baloncesto de Arkansas fue el programa con más victorias en la Conferencia Suroeste, ganando la conferencia 22 veces, la mayor cantidad de todas las escuelas de SWC.  Este dominio de la conferencia llevó a los Hogs a ser nombrados el octavo mejor programa de la historia por la revista Street and Smith.
Baloncesto femenino: el equipo de baloncesto femenino Razorback, al igual que el equipo de baloncesto masculino, juega partidos en casa en el Bud Walton Arena, a menudo denominado "Palacio del baloncesto de América Central". El edificio está ubicado en el campus de la Universidad de Arkansas. El equipo de baloncesto femenino completó su 39.ª temporada en 2014-15 y ha disputado 21 apariciones en postemporada. Los Razorbacks hicieron su primera aparición en la Final Four femenina de la NCAA en 1998, con la ayuda de la líder del equipo Christy Smith, e hicieron historia como el sembrado más bajo (#9) en el oeste en avanzar.  El 7 de marzo de 2020, el equipo llegó a las semifinales del torneo SEC en Greenville, SC con el entrenador Mike Neighbors y ocupó el puesto 22 para la temporada 2019-20, que ha sido la clasificación más alta del equipo desde enero de 2011  Esta fue también la primera vez que las Lady Razorbacks se clasificaron entre los 25 primeros desde 2015 y comenzaron la temporada entre los 25 primeros desde 2002 

### Béisbol y Softbol

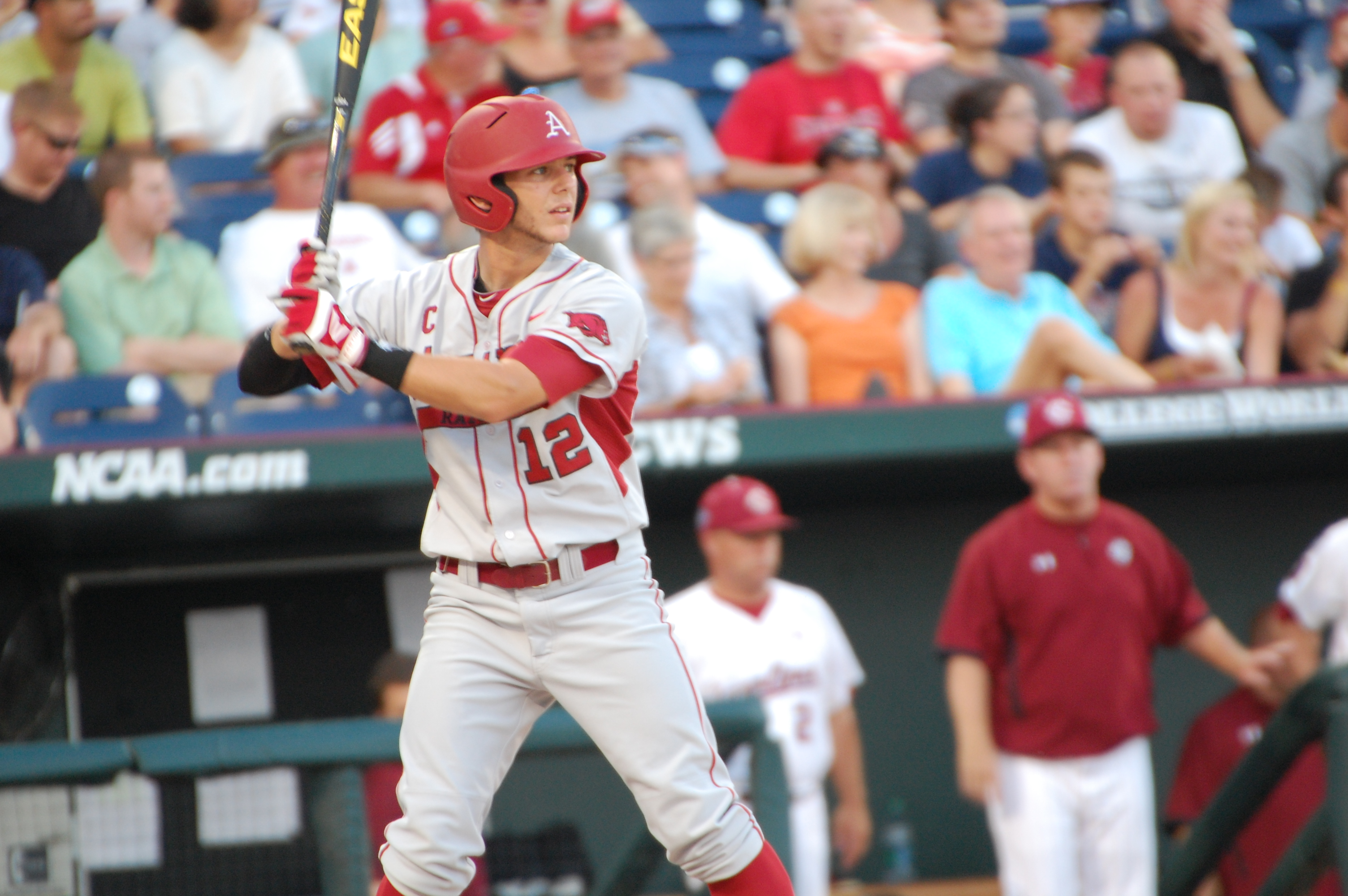
Razorback Bo Bigham bats at the 2012 College World Series en Omaha, Nebraska

Béisbol masculino: El equipo de béisbol de Arkansas ha tenido éxito tanto en la Conferencia Suroeste como en la Conferencia Sureste. Entre 1979 y 1989, los Diamond Hogs aparecieron en la Serie Mundial Universitaria cuatro veces, incluido un segundo puesto en 1979. Desde que se unió a la SEC, el exjugador de los Razorbacks Dave van Horn ha entrenado al equipo para las Series Mundiales Universitarias de 2004, 2009, 2012, 2015, 2018, 2019 y 2022.  El equipo juega partidos en casa en el estadio Baum, reconocido en 1998 por la revista Baseball America como uno de los mejores estadios universitarios de Estados Unidos, y ocupó el puesto número 3 en 2009 según Rivals.com.  El estadio ha experimentado recientemente una expansión, incluidos 20 nuevos palcos (34 en total) y asientos detrás del bullpen en el jardín izquierdo, y en el Plan Maestro de Instalaciones Deportivas se ha incluido una mayor expansión para encerrar el parque con asientos.  El 7 de abril de 2009, un récord en el estadio: 11.044 fanáticos vieron una victoria de los Razorbacks por 7-3 sobre los Arizona State Sun Devils número uno. Una serie de fin de semana con LSU en 2007 atrajo a 29.931 personas, que es el récord de asistencia de todos los tiempos de la SEC para una serie de tres juegos.
Softbol femenino: El equipo de softbol Arkansas Razorback está dirigido por la entrenadora en jefe, Courtney Deifel, y juega sus partidos en casa en Bogle Park, ubicado en el campus de la Universidad de Arkansas. Bogle Park fue posible gracias a la donación principal hecha por Bob y Marilyn Bogle y la familia Bogle, quienes también han hecho importantes contribuciones a la universidad y al Departamento de Atletismo a lo largo de muchos años. El viernes 26 de octubre de 2009 se llevó a cabo un evento para celebrar el nombramiento. Las Lady Razorbacks participan en la División Oeste de la Conferencia Sureste, también conocida como SEC.  El equipo ha aparecido en torneos de la NCAA en: 2000, 2002, 2008, 2009, 2010, 2012, 2013, 2017, 2018 y 2019.

### Atletismo
Atletismo masculino: el programa más exitoso en la historia de la NCAA, los equipos masculinos de atletismo y campo traviesa de Arkansas, liderados por el entrenador en jefe Chris Bucknam, el entrenador de sprints Doug Case y el entrenador de campo Travis Geophert, son los equipos más condecorados en el departamento de atletismo. El programa ha ganado un total de 41 títulos nacionales (19 campeonatos en pista cubierta,  11 campeonatos al aire libre,  y 11 campeonatos de campo traviesa),  siendo el último el Campeonato Nacional de Atletismo en pista cubierta de 2013 (el de 2004 y Los campeonatos al aire libre de 2005 quedaron vacantes debido a infracciones de la NCAA). Una de sus estrellas más famosas es el graduado Alistair Cragg, quien compitió por Irlanda en los Juegos Olímpicos de Verano de 2004 en Grecia. Otros atletas olímpicos han incluido a Michael Conley, Daniel Lincoln, Graham Hood, Wallace Spearmon, Paul Donovan y Matt Hemingway. El equipo tiene una pista cubierta en el Randal Tyson Track Center y un campo al aire libre en John McDonnell Field, que fue sede del Campeonato de Pista al Aire Libre de la NCAA de 2009. El actual entrenador en jefe Chris Bucknam, los entrenadores asistentes Doug Case y Travis Geopfert han seguido abrazando el legado, ganando los campeonatos de pista cubierta de la SEC de 2009, 2010 y 2012, junto con los campeonatos al aire libre de la SEC de 2009 y 2011 y los campeonatos de la SEC de 2009, 2011 y 2012. Campeonatos de Cross Country. El equipo masculino de atletismo ganó la triple corona en 2012.
Atletismo femenino: el equipo de atletismo femenino ganó su primer campeonato nacional en el Campeonato en pista cubierta de la NCAA de 2015, celebrado en Fayetteville. Dirigidos por Lance Harter, los miembros del equipo obtuvieron el primer lugar en salto con pértiga, carrera de 3.000 metros y relevos combinados.  Las principales competidoras incluyen a las atletas olímpicas Veronica Campbell-Brown y Deena Kastor, quienes establecieron el récord estadounidense de maratón en el Maratón de Londres de 2006. Desde entonces, el equipo ha ganado cuatro campeonatos de la División I de la NCAA, dos en atletismo bajo techo y dos en atletismo al aire libre.  El equipo también arrasó en el calendario de 2019, ganando los campeonatos nacionales bajo techo, al aire libre y de campo traviesa. Los atletas tienen acceso a instalaciones de entrenamiento y carreras bajo techo en el Randal Tyson Track Center y a instalaciones al aire libre en John McDonnell Field ubicado en el campus de la Universidad de Arkansas.

### Atletismo femenino

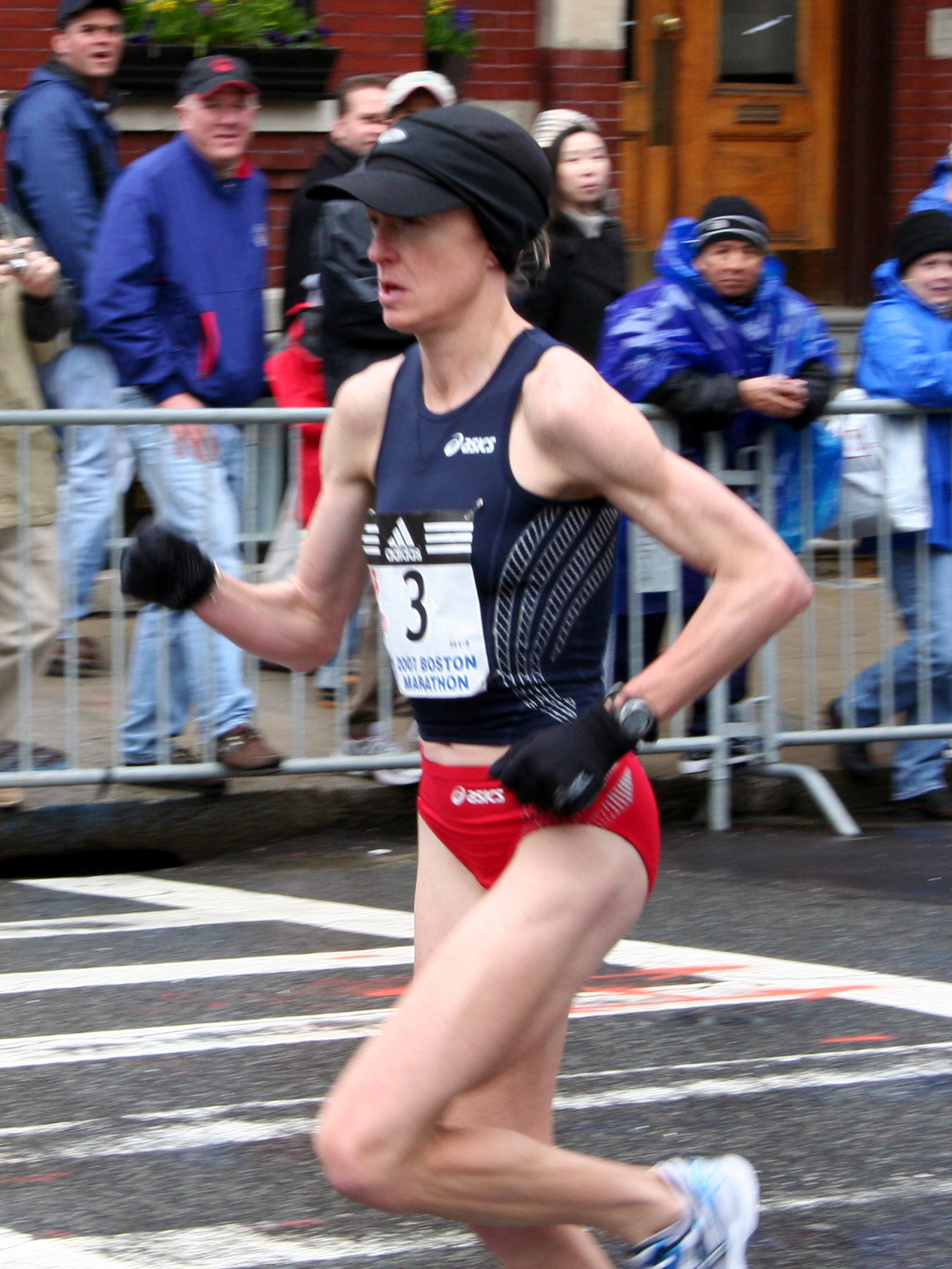
Deena (Drossin) Kastor

Los equipos femeninos de la Universidad de Arkansas también se conocen como Razorbacks. Hay 11 deportes universitarios femeninos: baloncesto, campo a través, pista cubierta y al aire libre, golf, gimnasia, fútbol, sóftbol, natación y clavados, tenis y voleibol . Entre los equipos femeninos más exitosos se encuentran el voleibol con 11 títulos de la División Oeste de la SEC; campo a través con más campeonatos de la SEC que cualquier institución miembro; baloncesto con 12 apariciones en postemporada en 30 años, incluida la Final Four de la NCAA de 1998; atletismo con seis títulos de la SEC y las primeras triples coronas femeninas consecutivas de la SEC; y gimnasia, clasificada a nivel nacional desde el inicio del programa en 2002 con cinco apariciones en el Campeonato de Gimnasia Femenina de la NCAA. La velocista Veronica Campbell fue la primera mujer Razorback en ganar una medalla de oro en los Juegos Olímpicos, y la maratonista Deena Kastor, una exalumna, se llevó a casa una medalla de bronce en 2004.
Gimnasia: En 2019, Jordyn Wieber fue contratada como entrenador en jefe de la Universidad de Arkansas, tras el retiro de Mark Cook. Wieber tiene una experiencia muy impresionante, ya que fue una de los "Cinco Fierce" en los Juegos Olímpicos de Verano de 2012. El equipo de gimnasia, conocido como GymBacks, practica en el Centro Bev Lewis de Atletismo Femenino y compite en Barnhill Arena. En cuanto a la temporada 2020, el equipo ahora posee siete títulos de viga y nueve títulos de piso.  Los GymBacks comenzaron la temporada 2020 en el puesto 19 según la Asociación Universitaria de Gimnasia Femenina. Este es el decimocuarto año consecutivo en que el equipo de gimnasia se ubica entre los 20 primeros. 
Voleibol: El equipo de voleibol Razorback  practica y juega en el legendario Barnhill Arena, que solía albergar a los equipos de baloncesto masculino y femenino antes de mudarse al Bud Walton Arena en 1993. Actualmente, el equipo está dirigido por Jason Watson, quien fue contratado en 2016 después de que Robert Pulliza, uno de los principales reclutadores del país, renunciara a su puesto de entrenador en jefe en 2015. Antes de que Pulliza reemplazara a Chris Poole en 2008, el equipo de Poole había ganado 11 títulos de la División Oeste de la SEC en su temporada inaugural en 1994. A partir de 2013, el equipo de voleibol ha disputado 11 apariciones en torneos de la NCAA. En 2015, los Razorbacks fueron uno de los tres equipos clasificados entre los 10 primeros a nivel nacional tanto en porcentaje de golpes como en porcentaje de golpes de oponentes.  En años más recientes, cuatro jugadoras de voleibol Razorback fueron invitadas a las pruebas de voleibol femenino de EE. UU. en febrero de 2020. 
Natación y buceo: el equipo femenino de natación y buceo está dirigido por Neil Harper, quien se convirtió en entrenador en jefe en 2016. Durante la primera temporada de Harper con los Razorbacks, el equipo de natación y buceo quedó en el puesto 11 en el Campeonato de la Conferencia de la SEC y durante su segunda temporada, el equipo quedó en el puesto 10.  La temporada 2020-21 comenzó el 7 de noviembre, con el equipo enfrentándose a los Tigres de Misuri.  Ese día se llevaron a cabo catorce eventos y los Razorbacks ganaron siete de ellos. La impresionante Brooke Schultz obtuvo puntuaciones de clasificación de la Zona NCAA en las pruebas de trampolín de 3 metros y 1 metro.

## Personalidades

### Profesorado
- Bill Clinton - Profesor de derecho 1973-1976
- Hillary Clinton - Profesor de derecho 1974-1976

### Alumnado
- Ricardo Martinelli - Presidente de Panamá
- Jim Walton - Director ejecutivo de Arvest Bank